# 張海鵬 (軍事將領)
张海鹏（1867年—1951年），字仙涛，別號連溪，綽號「張大麻子」。盛京将軍轄区奉天府蓋平縣人，中華民国軍事將領，1931年满洲事变后任滿洲國军事将领，1951年被中华人民共和国政府以漢奸叛國罪槍決。

## 生平
甲午戰争前後，他在馬賊馮德麟手下，劫掠商旅。日俄戰争後，馮德麟歸順清朝，張海鵬任巡防隊管帶。此後張海鵬在奉天講武堂学習。1910年，和張作霖相識，結為「金蘭盟友」。
1912年（民国元年）12月，張海鵬任第28師第55旅旅長（第28師師長：馮德麟）。1917年（民国6年），馮德麟呼應張勳復辟舉兵，但被張作霖逮捕而失勢。此後，張海鵬投靠張作霖。
1921年（民國10年），張海鵬任中東鐵路護路軍哈滿副司令，1923年（民国12年），昇任該軍總司令。翌年第二次直奉戰争爆發後，他任奉天騎兵第1遊擊隊統領。1927年（民国16年），他任遼寧洮遼（洮南）鎮守使兼東北騎兵第32師師長。1931年（民國20年），他奉张学良之命率軍参与镇压嘎达梅林起义。
九一八事變爆發後，張海鵬率部投降日本關東軍。 1931年10月1日，张海鹏發表「独立宣言」並自稱「洮索邊境保安司令」。翌年3月，滿洲國正式成立，张海鹏就任参議府参議兼執政府侍從武官處武官長。同年11月，晋升满洲国陸軍上将。1933年5月，他任熱河省警備司令官兼熱河省省長。1934年11月，他被免于熱河省警備司令官兼省長。同年，他再任治安部侍從武官處武官長。1939年1月，侍從武官長由治安部轄屬改為皇帝直轄，張海鵬留任該職。1941年3月3日，他被免于武官長，吉興繼任該職。
1945年8月，滿洲國滅亡後，張海鵬避居天津。1949年，中華人民共和国成立後，逃到北京。1951年，他被人民政府以漢奸叛國罪槍決。终年82。

### 引用
1. ↑  徐（2007）,第1836頁稱「1867年（同治6年）」。王等主編（1996年），第993頁稱「1875年」。
2. 1 2 3  徐（2007），第1836頁。
3. ↑  王等主編（1996），第993-994頁。
4. 1 2  王等主編（1996），第994頁。
5. ↑  《東京朝日新聞》1931年9月22日。
6. ↑  《東京朝日新聞》1931年10月3日晚報版。
7. ↑  關于從1932年至1934年的張海鵬履曆，這記事據劉壽林等編（1995），第1147、1150、1151、1194頁記載。徐（2007），第1836頁和王等主編（1996）第994頁有跟劉壽林等編（1995）都有若幹差異。
8. ↑  劉壽林等編（1995），第1150頁。
9. ↑  《朝日新聞》1941年3月4日。
10. ↑  據徐（2007），第1836頁。另外，王等主編（1996）第994頁稱「1945年日本投降後，隱匿于錦州筆架山寺院。中華人民共和國成立後，逃到北京。1951年以漢奸叛國罪被政府鎮壓」。如果據王等主編（1996）的記述，張海鵬的終年是76。

### 书籍
- 徐友春 主編 (编). . 河北人民出版社. 2007. ISBN 978-7-202-03014-1.
- 王鸿宾 等主編 (编). . 辽宁古籍出版社. 1996. ISBN 7-80507-413-5.
- 劉寿林 等編 (编). . 中華書局. 1995. ISBN 7-101-01320-1.
- 山室信一. . 中央公論新社（中公新書）. 2004. ISBN 4-12-191138-5.

| 滿洲國政府职务 | 滿洲國政府职务                   | 滿洲國政府职务 |
| -------------- | -------------------------------- | -------------- |
| 新頭銜         | 熱河省省長 1933年5月－1934年11月 | 繼任： 劉夢庚  |